# ادو کامپانابال
ادو کامپانابال (انگلیسی: Edu Campabadal؛ زادهٔ ۲۶ ژانویهٔ ۱۹۹۳) بازیکن فوتبال اهل اسپانیا است.
از باشگاه‌هایی که در آن بازی کرده‌است می‌توان به باشگاه فوتبال لوگو، باشگاه ورزشی رئال مایورکا، باشگاه فوتبال کوردوبا، باشگاه فوتبال ویگان اتلتیک، باشگاه فوتبال منچستر سیتی، و باشگاه فوتبال بارسلونا اشاره کرد.
وی همچنین در تیم‌های ملی فوتبال زیر ۱۶ سال اسپانیا، زیر ۱۷ سال اسپانیا، و زیر ۱۸ سال اسپانیا بازی کرده‌است.